# Danckelmannstraße
Die Danckelmannstraße ist eine Straße im Berliner Ortsteil Charlottenburg. Sie beginnt an der Gardes-du-Corps-Straße und verläuft in südlicher Richtung bis zum Kaiserdamm. Auf einem Bebauungsplan der Umgebung Berlins aus dem Jahr 1862 (Hobrecht-Plan) ist die Straße bereits eingezeichnet, allerdings fehlt jegliche Bebauung.
Folgende Straßen kreuzen: Knobelsdorffstraße, Seelingstraße, Christstraße und Horstweg. Zwischen Horstweg und Gardes-du-Corps-Straße ist die Straße verkehrsberuhigt.

## Name
Die zuvor noch unbenannte Straße wurde am 14. April 1885 nach dem Politiker Eberhard von Danckelman (1643–1722, korrekte Schreibweise mit nur einem „n“ am Ende) benannt, der auch Hauslehrer des ersten preußischen Königs, Friedrich I., war.

## Bebauung

### Überblick

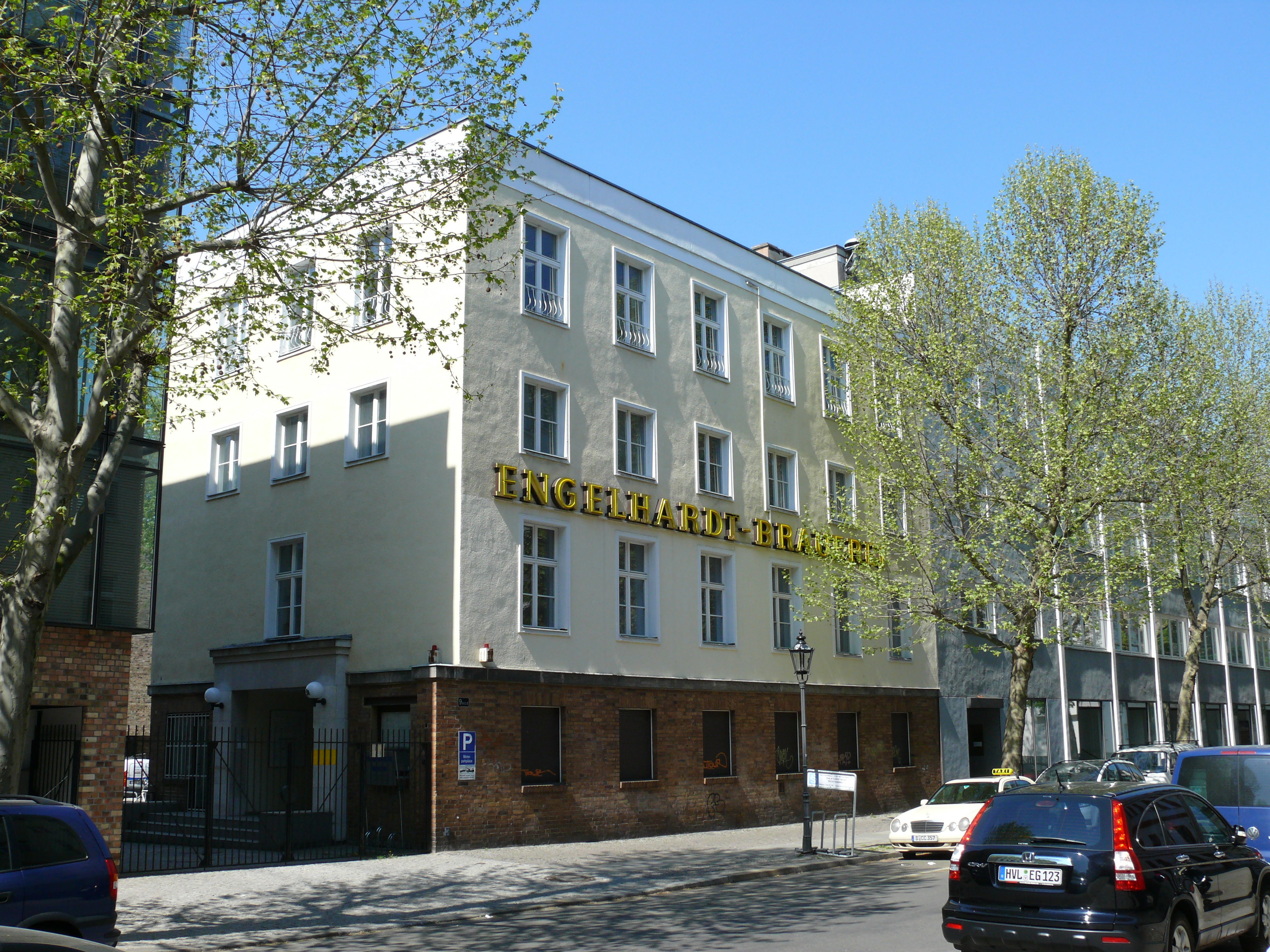
Gebäude der ehemaligen Kaiser-Brauerei

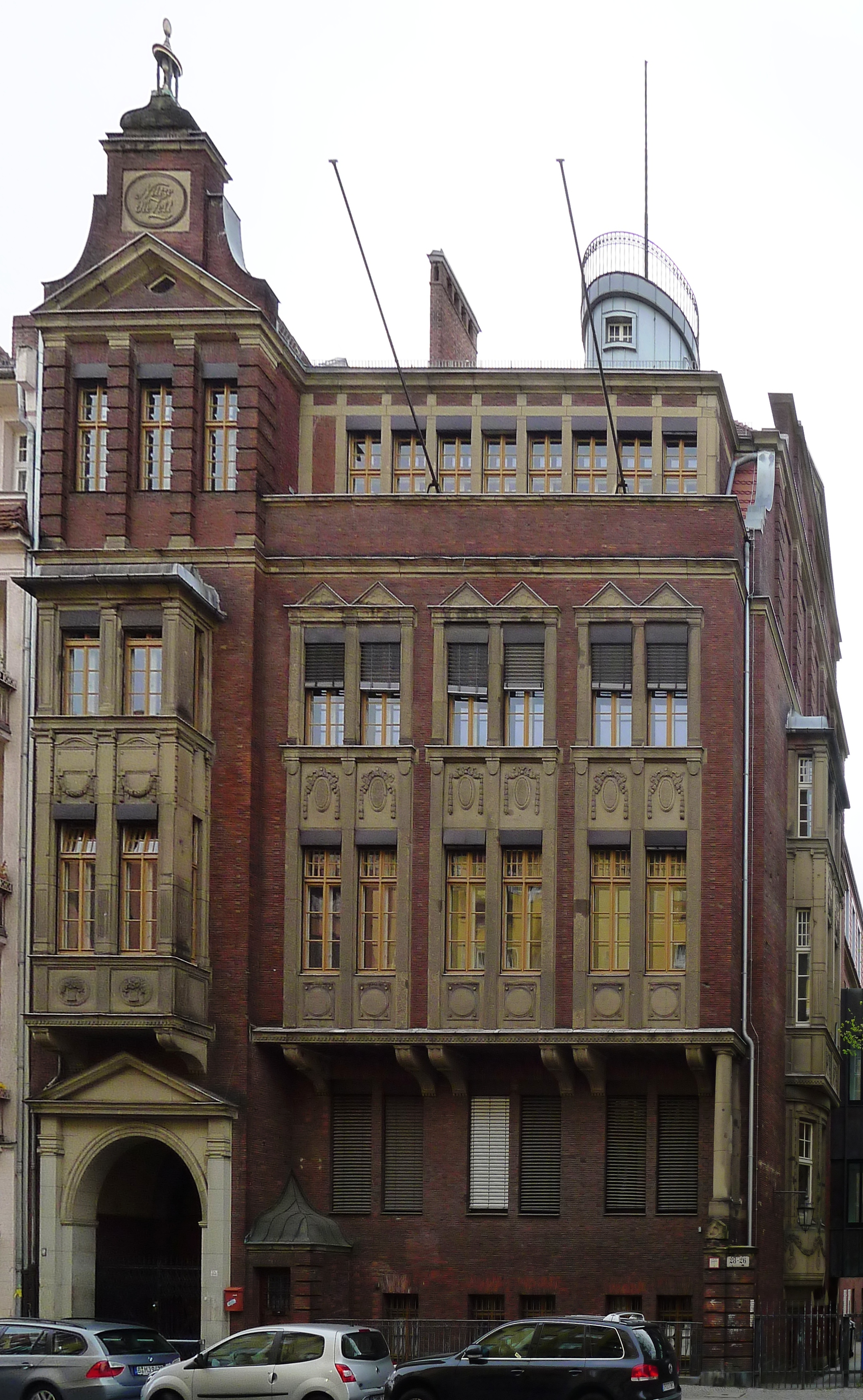
Höhere Mädchenschule III (Oberstufenzentrum für Recht)

Wie aus einem Bebauungsplan von 1930 hervorgeht, wurden die angrenzenden Flächen der Danckelmannstraße größtenteils zwischen 1862 und 1889 bebaut.
Einige prägnante jüngere, größtenteils unter Denkmalschutz stehende, Bauten sind:
- Danckelmannstraße 9 (1907):

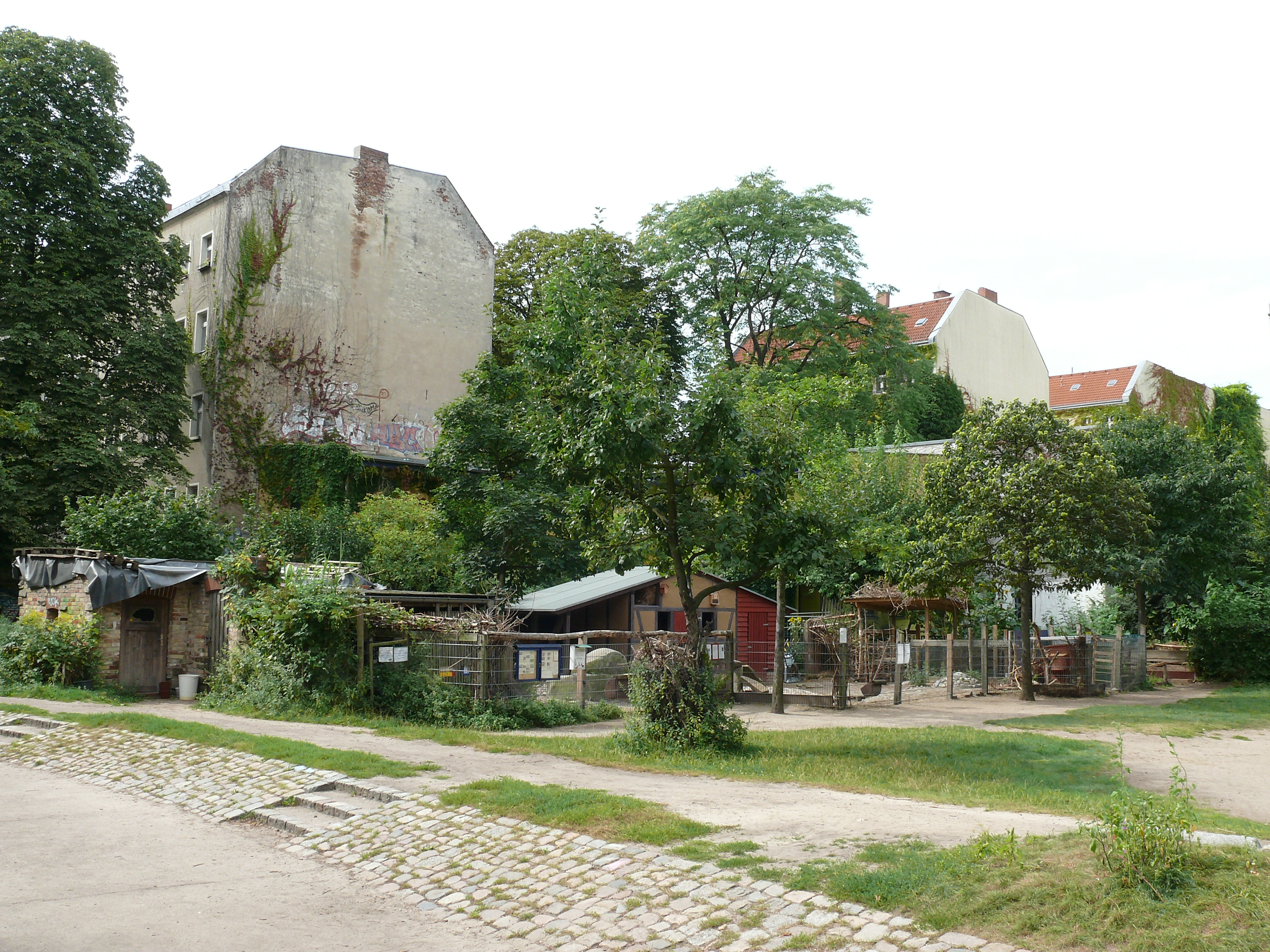
Ziegenhof

Gebäude der ehemaligen Kaiser-Brauerei (ab 1910 zur Engelhardt-Brauerei gehörend)[4]
Hier wurde bis 1998 das Charlottenburger Pilsener gebraut. Jetzt wird der Gebäudekomplex als Gewerbehof genutzt.[5]
- Hausnummer 16: Ziegenhof

In der Mitte der Straße auf der westlichen Seite befindet sich unter der Hausnummer 16 der Eingang zum Charlottenburger Ziegenhof. Es handelt sich hier um eine Grünanlage mit Kinderspielplatz und einem Gehege für Ziegen sowie einer Bienenzucht, die im Zuge der behutsamen Stadtsanierung des Architekten Hardt-Waltherr Hämer im entkernten Wohnblock 128 eingerichtet wurden. Ende der 1970er Jahre gab es hier eine aktive Hausbesetzerszene, die dieses Projekt tatkräftig unterstützte und damit die geplante vollständige Entkernung verhinderte. Ziegenhof und Freifläche werden von der Blockinitiative 128 e. V. und anderen interessierten Mitbürgern betreut. Die Bepflanzung der großen Fläche ist vielfältig.
- Danckelmannstraße 23 und 39 (1907–1910):
Häuser der Wohnanlage Charlottenburg II [8]
- Danckelmannstraße 28 (1906–1908):
ehemalige Städtische Höhere Mädchenschule III, heute Oberstufenzentrum für Recht [9] Beim Bau dieses Schulgebäudes ab 1905 erfolgte ein architektonisches Experiment: Die Schule sollte im Innenhof der Straße entstehen. Das Vorderhaus war für die Nutzung durch Läden und Wohnungen geplant. Auf einem Flachdach über der zweiten Etage des Vordergebäudes projektierten die Bauherren die Anlage eines Schulgartens, der den Schülern auch als Pausenfreigang dienen sollte.[10] Ob das so erfolgte, müsste noch eruiert werden.
- Danckelmannstraße 46/47 (1907–1908):
Ledigenheim für Männer, erbaut nach Entwurf des Architekten Rudolf Walter.[11]
Durch das Ledigenheim sollte das Schlafgängerwesen eingedämmt werden.[12] Heute wird das Gebäude als Studentenwohnheim genutzt.[13]

Außerdem stehen die Gebäude Danckelmannstraße 13–20, 40–42 und 48–51 als Ensemble sowie die Einzeldenkmale Danckelmannstraße 1, 10 und 21 unter Denkmalschutz.

### Anwohner
Die Danckelmannstraße ist eine Straße des Klausenerplatz-Kiezes. Diese Ortslage, die von dem in der Nähe gelegenen Sophie-Charlotten-Straße wohnenden Heinrich Zille oft in seinen Zeichnungen als „Berliner Milljöh“ dargestellt wurde, wohnten überwiegend Handwerker, kleine Angestellte und Arbeiter. Auch das Ledigenheim deutet auf die desolate Wohnsituation der Arbeiter in dieser Gegend hin (s. o.). 1999 wurde ein Bürgerbündnis zur Verbesserung des Wohnumfeldes und zur Information gegründet.